# Négysoros mohahanga
A négysoros mohahanga (Cassiope tetragona) az Ericaceae családba tartozó örökzöld törpecserje.

## Megjelenése, előfordulása
Tavasszal virágzó, fehér vagy halvány rózsaszín harang alakú virágú, alacsony termetű, felfelé törő ágrendszerű, pikkelyszerű, 2–5 cm-es 4 sorban elrendeződő levelekkel rendelkező sarkvidéki és alpesi faj. Magyarországon nem gyakori, a túlzó meleget nem szereti, savanyú, de tápanyagszegény talajt kedvel, ritkán sziklakertekben látható.

## Forrás
Joachim Mayer, Heinz-Werner Schwegler: Fák és cserjék határozókönyve. Kaposvár, 2007. ISBN 9789636842918